# Urban Rock
'Urban Rock' es un estilo de música que mezcla la música de los 70 y de los 90 (del siglo XX), en sus variantes del rock y folk principalmente. Es un estilo musical nuevo, siendo los orígenes de su creación a finales del año 2009 e inicios del año 2010.
Aunque sus bases principales son el rock y el folk puede aparecer alguna pequeña referencia el pop o al funk pero en todo caso son residuales. 
Los instrumentos que se suelen utilizar son batería y percursiones, bajo eléctrico, guitarras eléctricas, voces y coros, con alguna aparición esporádica de algún instrumento de viento o sintetizadores. 
Se considera como precursor o creador de este estilo, centrado actualmente en Cataluña, a la banda gerundense Middlesex. 
Las principales influencias de los grupos de música que practican este estilo se centran en las grandes bandas del rock de los 70, Pink Floyd, Cream, Rolling Stones, Jimmi Hendrix hasta los exitosos discos de los 90 de Pearl Jam, Nirvana, Stone Temple Pilots, Blind Melon, Red Hot Chili Peppers o Guns n'Roses, entre otros.